# Hattbäcken
Hattbäcken är ett naturreservat i Bodens kommun i Norrbottens län.
Området är naturskyddat sedan 2012 och är 3,4 kvadratkilometer stort. Reservatet omfattar våtmarker kring Hattbäcken och dess tillflöde Hömyrbäcken och parallellflöde Nymyrbäcken. Reservatet består av granskog med lövträd och sumpskog.